# Cola verticillata
Cola verticillata är en malvaväxtart som först beskrevs av Peter Thonning, och fick sitt nu gällande namn av Otto Stapf och Auguste Jean Baptiste Chevalier. Cola verticillata ingår i släktet Cola och familjen malvaväxter. Inga underarter finns listade i Catalogue of Life.